# Jezioro Warpuńskie
Jezioro Warpuńskie (niem. Grosser Weissstein See lub Grosser Sontagscher See) – jezioro w Polsce, w województwie warmińsko-mazurskim, w powiecie mrągowskim, w gminie Sorkwity.

## Położenie i charakterystyka
Jezioro leży na Pojezierzu Mrągowskim, natomiast w regionalizacji przyrodniczo-leśnej – w mezoregionie Pojezierza Mrągowskiego, w dorzeczu Babięcka Struga–Krutynia–Pisa–Narew–Wisła. Znajduje się 12 km w kierunku północnym od Mrągowa. Nad jego wschodnimi brzegami leżą wsie Zyndaki i Warpuny. W części północnej jest wyraźnie wyodrębniona zatoka. Na południowym zachodzie ma połączenie z Jeziorem Zyndackim. Od północy wpada niewielki ciek. Według państwowego rejestru nazw geograficznych to rzeka Bałowo (odcinek Krutyni), natomiast według Głównego Inspektoratu Ochrony Środowiska w Olsztynie to Warpunka.
Na Mapie Podziału Hydrograficznego Polski 10 ma identyfikator hydrologiczny 2643613 (w wersji 50 miało identyfikator 264213), a identyfikator jeziora 144318.
Dno wyrównane. Brzegi płaskie, gdzieniegdzie wyniesione. W otoczeniu znajdują się pola uprawne, łąki, nieużytki oraz zabudowania nabrzeżnych wsi.
Jezioro leży na terenie obwodu rybackiego Jeziora Gielądzkie w zlewni rzeki Pisa – nr 35. Na zbiorniku wodnym obowiązuje strefa ciszy. Ze względu na powierzchnię poniżej 50 ha w systemie gospodarki wodnej nie jest wyróżniane jako odrębna jednolita część wód, ale jest włączone do jednolitej części wód „Krutynia do wpływu do jez. Bełdany wraz z dopływami i jeziorami” o krajowym kodzie RW200025264299WMS. 
W przesmyku między Jeziorem Warpuńskim a Jeziorem Zyndackim położone jest pruskie grodzisko w formie kopca o wymiarach podstawy ok. 35 × 17 m i wysokości 2 m.

## Morfometria
Według danych Instytutu Rybactwa Śródlądowego powierzchnia zwierciadła wody jeziora wynosi 49,0 ha. Średnia głębokość zbiornika wodnego to 2,6 m, a maksymalna – 6,9 m (punkt ten znajduje się w centralnej części akwenu). Lustro wody znajduje się na wysokości 134,3 m n.p.m. Objętość jeziora wynosi 1270,1 tys. m³. Maksymalna długość jeziora to 1250 m, a szerokość 720 m. Długość linii brzegowej wynosi 3550 m.
Inne dane uzyskano natomiast poprzez planimetrię jeziora na mapach w skali 1:50 000 opracowanych w Państwowym Układzie Współrzędnych 1965, zgodnie z poziomem odniesienia Kronsztadt. Otrzymana w ten sposób powierzchnia zbiornika wodnego to 45,0 ha.
Na Mapie Podziału Hydrograficznego Polski 10 Jezioro Warpuńskie ma powierzchnię 43,76 ha.

## Przyroda
W skład rybostanu wchodzą m.in. płoć, szczupak i leszcz. Na odcinku rzecznym pomiędzy Jeziorem Warpuńskim a Jeziorem Zyndackim występuje szczeżuja wielka (Anodonta cygnea). Wśród roślinności przybrzeżnej dominuje trzcina, a wśród zanurzonej przeważają rdestnice i wywłócznik. Roślinność szczególnie obfita w zatoce na północy.
Jezioro leży na terenie obszaru chronionego krajobrazu Jezior Legińsko-Mrągowskich.